# Gilles Lentz
Gilles Lentz (n. 1 de febrero de 1992  en Eupen) es un futbolista professional belga, actual guardameta.

## Carrera
Lentz inició su carrera como juvenil del K.A.S. Eupen y en el 2007 firmó un contrato para el primer equipo del Standard Lieja.
El 22 de abril de 2009 el Racing Genk lo contrató port res años siendo además vinculado a los equipos Club Brujas, AS Bari y KAA Gent.

## Internacional
Fue el arquero de la Selección sub-17 de Bélgica, con un total de 5 partidos. También es el segundo arquero de la Selección sub-19 de Bélgica.

## Clubes
| Club           | País    | Año       |
| -------------- | ------- | --------- |
| Standard Lieja | Bélgica | 2008-2009 |
| Racing Genk    | Bélgica | 2009-2012 |